# Constitutional Union Party

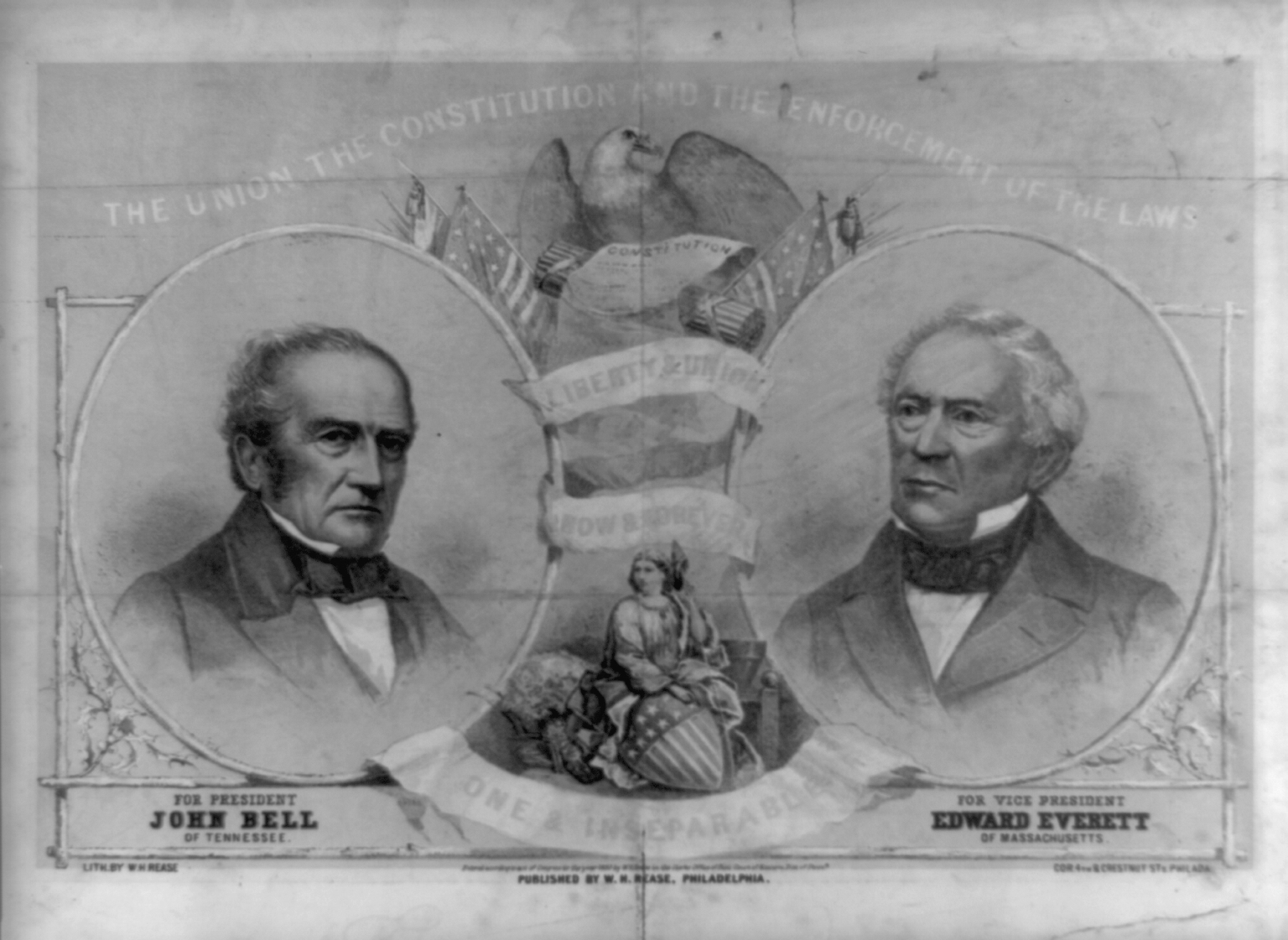
Wahlplakat der Constitutional Union Party für die US-Präsidentschaftswahlen von 1860: links der Präsidentschaftskandidat John Bell, rechts Edward Everett, nominiert als Vizepräsident.

Die Constitutional Union Party („constitutional“=englisch: verfassungsgemäß, gesetzmäßig) war eine politische Partei in den USA. Von ehemaligen Mitgliedern der Whigs, Know-Nothings und einigen südlichen  Demokraten wurde sie vor den US-Präsidentschaftswahlen von 1860 gegründet.

## Gründung
Die Constitutional Union Party (CUP) wurde im Mai 1860 gegründet. Auf ihrem Gründungskonvent nominierte sie den Sklavenhalter John Bell aus Tennessee als Präsidenten und Edward Everett, einen ehemaligen Whig, als Vizepräsidenten für die Präsidentschaftswahl im Herbst 1860.
Ihrer politischen Ansicht nach war die drohende Sezession der Nord- und Südstaaten am ehesten dadurch abzuwenden, dass man zu den Themen, die den Norden und Süden der USA entzweiten, keinerlei politische Stellung bezog (siehe dazu:  Ursachen des Sezessionskrieges). Daher wich John Bell im Wahlkampf der entscheidenden Frage der territorialen Begrenzung der Sklaverei aus. Er beschwor stattdessen die Einheit der Vereinigten Staaten und verurteilte die Sezessionsbefürworter beider Seiten. Eine Spaltung sollte nach Auffassung der Partei notfalls gar mit militärischem Druck verhindert werden.
Aus diesem Grund wurde statt eines Wahlprogramms eine Resolution herausgegebenen, die gelobte, kein anderes politisches Prinzip als die Verfassung, die Union und die Wahrung der Gesetze anzuerkennen („the constitution of the country, the union of the states and the enforcement of the laws“). Diese Haltung wurde von ihren politischen Gegnern kritisiert. Von diesen wurde die CUP beschuldigt, „die Intelligenz des Volkes zu beleidigen, indem sie eine Partei aufzubauen suchten, welche die Sklavenfrage ignorieren soll. Dieses Problem muss behandelt und geklärt werden.“

## Die Präsidentschaftswahl von 1860
Die CUP erwartete nicht, die Präsidentschaftswahlen von 1860 zu gewinnen. Was sie sich jedoch erhoffen konnte, war, in mehreren Staaten des Nordens die Mehrheit zu erlangen und damit den republikanischen Präsidentschaftskandidaten Abraham Lincoln so weit zu schwächen, dass ihm im Norden die Mehrheit versagt bliebe. Dies wiederum wäre dem Kandidaten der Südstaaten-Demokraten, John C. Breckinridge, zugutegekommen, der davon ausgehen konnte, im Süden die Mehrheit zu erringen. Die Hoffnung der CUP bestand darin, dass, wenn kein Kandidat die benötigte absolute Mehrheit erreichen würde, sich die Präsidentschaft ins Repräsentantenhaus verlagert. In einem solchen Fall würde das Repräsentantenhaus den Präsidenten aus den drei Kandidaten mit den meisten Stimmen wählen. Dann hätte  auch die CUP, bei genügend Einfluss im Repräsentantenhaus, eine Chance gehabt, John Bell zum Sieg zu verhelfen.
Die CUP war damit eine sogenannte „Drittpartei“. Diese wurden oft auch aus taktischen Gründen gegründet, wie etwa, um die Wahl eines ungeliebten Präsidentschaftskandidaten zu verhindern. Sobald dieses Ziel erreicht wurde, wurde die von vornherein auf Kurzlebigkeit angelegte Partei in der Regel wieder aufgelöst. Viele Mitglieder traten danach meistens in  andere Parteien ein oder beteiligten sich an der Gründung neuer dritter Parteien.
Ähnlich geschah es bei der Spaltung der südstaatlichen Demokraten 1860, die  bei den Wahlen John C. Breckinridge nominierten, während der Kandidat der nördlichen Demokraten Stephen A. Douglas war. So gesehen kann die Gründung der CUP als ein erfolgloser Versuch betrachtet werden, die Einheit der USA durch eine parteiübergreifende Allianz zu retten.
John Bell kam auf weniger als drei Prozent der nördlichen Wählerstimmen und nahm Abraham Lincoln keinen einzigen nördlichen Staat ab. In den Bundesstaaten Virginia, Kentucky und Tennessee erreichte er hingegen die Mehrheit der Stimmen. Er gewann insgesamt 13 %, da er 39 % der südlichen Stimmen erhielt. Die Mehrheit der erhaltenen Wählerstimmen stammte von dem Teil der Wirtschaftselite, der bislang die Whig Party gewählt hatte. Diese wollten unbedingt den sich abzeichnenden Bürgerkrieg verhindern.

## Nach 1860
Die Partei, mit Blick auf die Präsidentschaftswahlen 1860, die Verhinderung einer Spaltung der Vereinigten Staaten und besonders den bald beginnenden Bürgerkrieg gegründet, löste sich nach der Wahl auf. John Bell unterstützte mit weiteren Parteimitgliedern die südlichen Konföderierten im Sezessionskrieg, andere hingegen die nördliche Union. Im Jahre 1861 waren ehemalige Constitutional Unionists an der sogenannten Wheeling Convention beteiligt, in welcher die Gründung des Staates West Virginia beschlossen wurde. In Missouri, das, obwohl es sich zur Sklaverei bekannte, sich während des Krieges nicht den Südstaaten anschloss, traten viele Parteimitglieder in die neu gegründete Unconditional Union Party ein. Hier unterstützten sie die Wahl von Claiborne Fox Jackson zum Gouverneur von Missouri.